# 13 Bankers
13 Bankers: The Wall Street Takeover and the Next Financial Meltdown là một cuốn sách năm 2010 được viết bởi nhà kinh tế học Simon Johnson và nhà sử học James Kwak. Theo nhà kinh tế C. Fred Bergsten, cuốn sách đưa ra phân tích về cuộc khủng hoảng tài chính 2007–2008.